# Sentidos Opuestos
Sentidos Opuestos es el nombre de un dúo mexicano de electro-pop-dance integrado por Alessandra Rosaldo y Chacho Gaytán durante la década de 1990 y los primeros años de la década del año 2000.

## Biografía

### Inicios y primeros discos
Su primer disco fue Sentidos opuestos en 1993. Que tuvo como sencillo «Historias de amor», «Atrévete» y «Escríbeme en el cielo».
Un año después, en 1994 se lanzó el segundo material discográfico del dúo Al sol que más calienta, el cual no tuvo la aceptación del público y al igual que su antecesor tuvo sencillos como «Cuando la pobreza», «Bajamar» «Hecho para mí» y «Ding Dong».
En 1997, salió el disco Viviendo del futuro con los sencillos «Dónde están?», «Mirame», «A dónde» y «Fuego y pasión», con este disco fue el regreso súbito de Sentidos opuestos a las listas de popularidad.
Dos años más tarde, Viento a favor de 1998, fue el éxito total con los sencillos «Amor de papel», «Fiesta», «Tu y yo», y «Ardiente tentación», además con la oportunidad de interpretar el tema de entrada de la telenovela Soñadoras.
El último disco de estudio sería Movimiento perpetuo que fue lanzado en septiembre de 2000, fue al cambio de ritmos musicales de Sentidos Opuestos al dejar atrás la onda dance para dar paso a sonidos más americanos; acústicos, Alessandra fue llamada en 1999 para interpretar la canción de la película Toy Story 2 «Cuando ella me amaba» que fue incluido en este quinto disco, tuvo como sencillos «Tu loco amor», «Eternamente», «Yo por ti» y «Nada».

### Su separación
En 2001, el dúo decidió terminar con la agrupación, para continuar su carrera artística por separado. Como parte de la despedida se editó en agosto del mismo año un álbum con los éxitos en vivo, el cual fue grabado durante un concierto en Six Flags México el 14 de febrero pasado. El adiós final se llevó a cabo el 31 de diciembre del mismo año. En 2007, Chacho Gaytán indicó que se iniciaría una gira de reencuentro, sin embargo, nunca se llevó a cabo.

### El reencuentro
Después de 10 años de separación, el dueto accedió a reunirse en 2011. Su lanzamiento de retorno fue el álbum en vivo Zona Preferente, que incluye temas inéditos en 2012. Ese mismo año el material discográfico recibe la certificación de oro en México.

### Únete a la Fiesta
En 2017, participaron en la gira en conjunto Únete a la Fiesta junto con Magneto, Mercurio, Kabah y Moenia. Un álbum en vivo fue lanzado ese mismo año.

### 90's Pop Tour
En 2019, fueron invitados especiales en el cierre de la tercera etapa del 90's Pop Tour. En 2021, se integraron de manera permanente a la cuarta etapa de la misma junto a Ana Torroja, Lynda, Benny, Kabah, JNS, Erik Rubín y Magneto. El 13 de mayo de 2022, fue lanzado el álbum en vivo 90's Pop Tour 4, donde se incluyen los temas Eternamente, Escríbeme en el Cielo, A Dónde, Historias de Amor, Mírame, Amor de Papel, Dónde Están y Fiesta. 

## Discografía
- Sentidos Opuestos (álbum) 1993
- Al sol que más calienta 1994
- Viviendo del futuro 1996
- Viento a favor 1998
- Movimiento perpetuo 2000
- En vivo 2001
- Zona Preferente 2012
- Únete a la Fiesta 2017
- 90's Pop Tour 4 2022

## Sencillos
- 1993 "Historias de amor"
- 1993 "Escríbeme en el cielo"
- 1993 "Atrévete"
- 1994 "Cuando la pobreza"
- 1994 "Ding dong"
- 1995 "Hecho para mí"
- 1995 "Bajamar"
- 1996 "¿Dónde están?"
- 1997 "Mírame"
- 1997 "A donde" (cover de Cetu Javu)
- 1997 "Fuego y pasión"
- 1998 "Amor de papel"
- 1998 "Fiesta"
- 1998 "Tú y yo"
- 1999 "Ardiente tentación"
- 2000 "Tu loco amor"
- 2000 "Eternamente"
- 2001 "Yo por ti"
- 2001 "Nada"
- 2001 "Historias de amor (Live)"
- 2012 "Dime (Live)"
- 2012 "Toda la noche (Live)"
- 2012 "Amor de papel (Live)"
- 2014 "Atrapada"
- 2014 "Olvidarte de tu ex"
- 2022 "Fiesta (En Vivo)" (90's Pop Tour) (con Lynda, Benny Ibarra, Kabah, JNS, Erik Rubín y Magneto)
- 2024 "Y me llegaste tú"